# Principato di Masserano
Il principato di Masserano, unito al marchesato di Crevacuore, è stato un piccolo Stato indipendente, situato in una zona collinare, a quindici chilometri da Biella.
Il cardinale Ludovico Fieschi, vescovo di Vercelli, ottenne, nel 1394, che il papa Bonifacio IX conferisse l'investitura del territorio a suo fratello Antonio come Terræ mediatæ subiectæ, riconoscendogli tuttavia il merum et mixtum imperium cum omnimo da iurisdictione.
In seguito, nel 1506, Giulio II nominò conte Annibale Fieschi. Nel 1517, Ludovico, privo di figli, scelse come erede il biellese Filiberto Ferrero che darà origine alle linea gentilizia Ferrero-Fieschi; lo stato passava al ramo adottivo dei marchesi Ferrero-Fieschi nel 1533; nel 1547 era elevato a marchesato e nel 1598 riceveva il titolo principesco, continuando a versare alla Camera Apostolica il simbolico censo annuale di vassallaggio. Lo stato possedeva, oltre a Masserano, anche il marchesato di Crevacuore e i borghi e ville di Romagnano, Carasetto, Cossato, Curino, Azeglio, Chioglio, Val Bosone, Pastua, Piasca, Ponzone, Crosa, Serralunga, Mombello.
Il 6 agosto del 1547 Paolo III elevò il feudo al rango di marchesato con Filiberto e, nel 1598, Clemente VIII concesse il titolo di principe a Francesco Filiberto. Nel 1597, la marchesa Claudia di Savoia di Racconigi e il figlio Francesco Filiberto (1576-1629) costruivano come propria sede un nuovo palazzo, lasciando l'antico maniero tardo medievale. Nel 1614 alla famiglia era riconosciuta l'investitura imperiale per la contea di Lavagna in Liguria, concedendo di apporre nel proprio blasone l'aquila bicipite imperiale. I principi erano anche vassalli dei Savoia per le contee e le signorie di Candelo, Gaglianico, Benna, Roasio, Zumaglia, Serravalle, Bornate, Beatino, Sandigliano, Vintebbio e Lozzolo. 
Il 2 luglio 1624, la popolazione, stanca dei continui soprusi del principe Francesco Filiberto, figlio del marchese Besso e colpevole di omicidi, abusi fiscali, usurpazioni di terre e falsificazione di monete, si ribellò e assalì con violenza il castello distruggendolo e incendiando parte del nuovo palazzo principesco. 
Il primogenito del principe, che frattanto si era dato alla fuga, Carlo Filiberto, era invece catturato e ucciso dalla popolazione. 
Francesco esule, si rifugiò, dopo lungo pellegrinare, presso un cugino a Fontaneto d'Agogna, dove morì nel 1629. 
In occasione della guerra di successione del Monferrato il principe si alleò con la Spagna, provocando la reazione sabauda che invase il feudo e smantellò le fortificazioni di Masserano e Crevacuore occupati fino al 1618. Il principe iniziò allora a far valere e a imporre alla popolazione nuovi aggravi fiscali anche con la forza per risarcire i danni bellici subiti.
Il principato prosperò fino al 1741 quando Vittorio Filippo, rinunciò allo stato e ai diritti sovrani, vendendo lo stato per lire 400.000 in favore dei Savoia, riservandosi solo i predicati feudali di “bassa giurisdizione” che rimarranno all'erede Carlo Sebastiano (1760-1826) fino al 1798 come vassallo del re di Sardegna. La contea di Crevacuore, invece, nel 1598 divenne marchesato.

## Storia

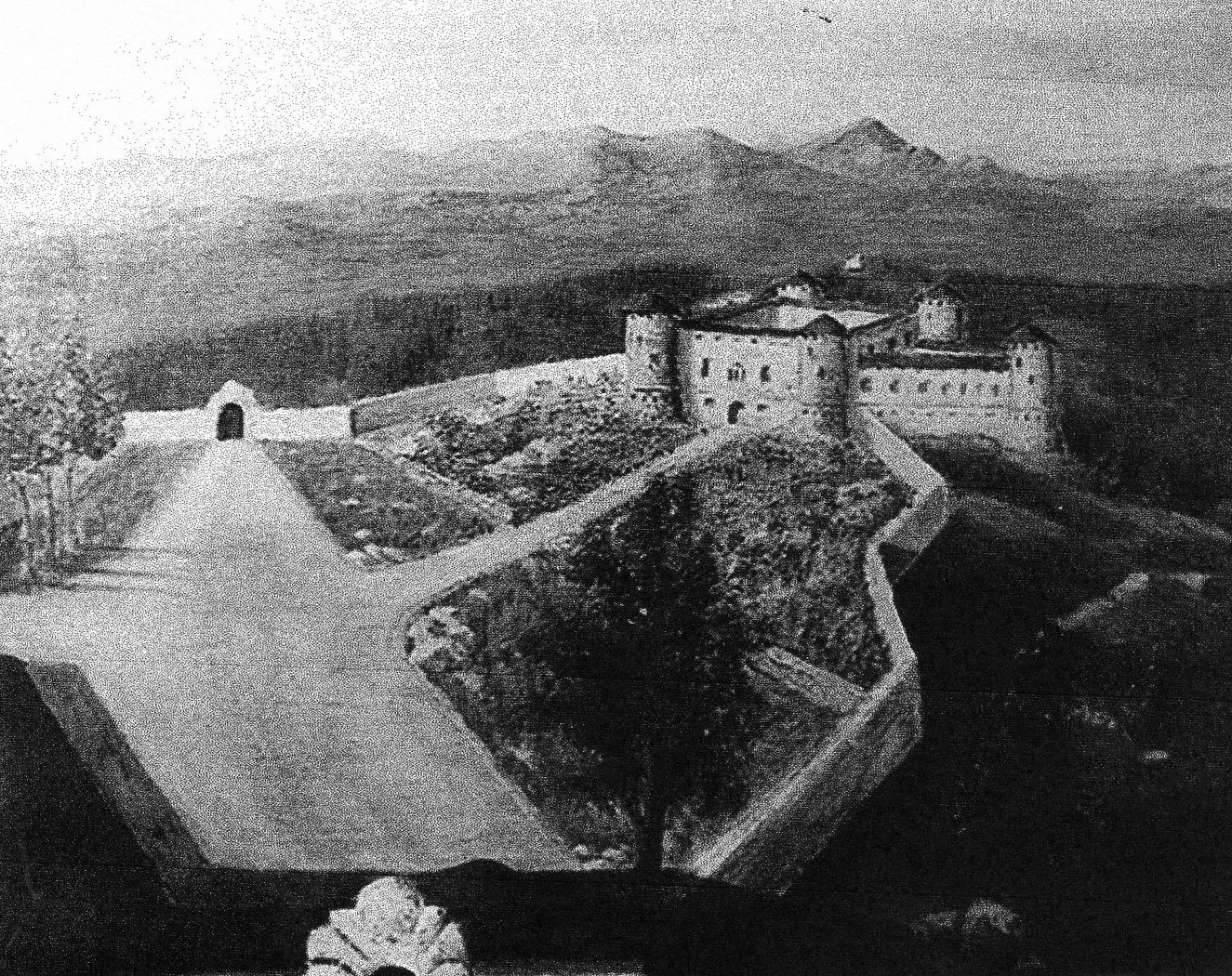
L'antico castello di Masserano, poi distrutto

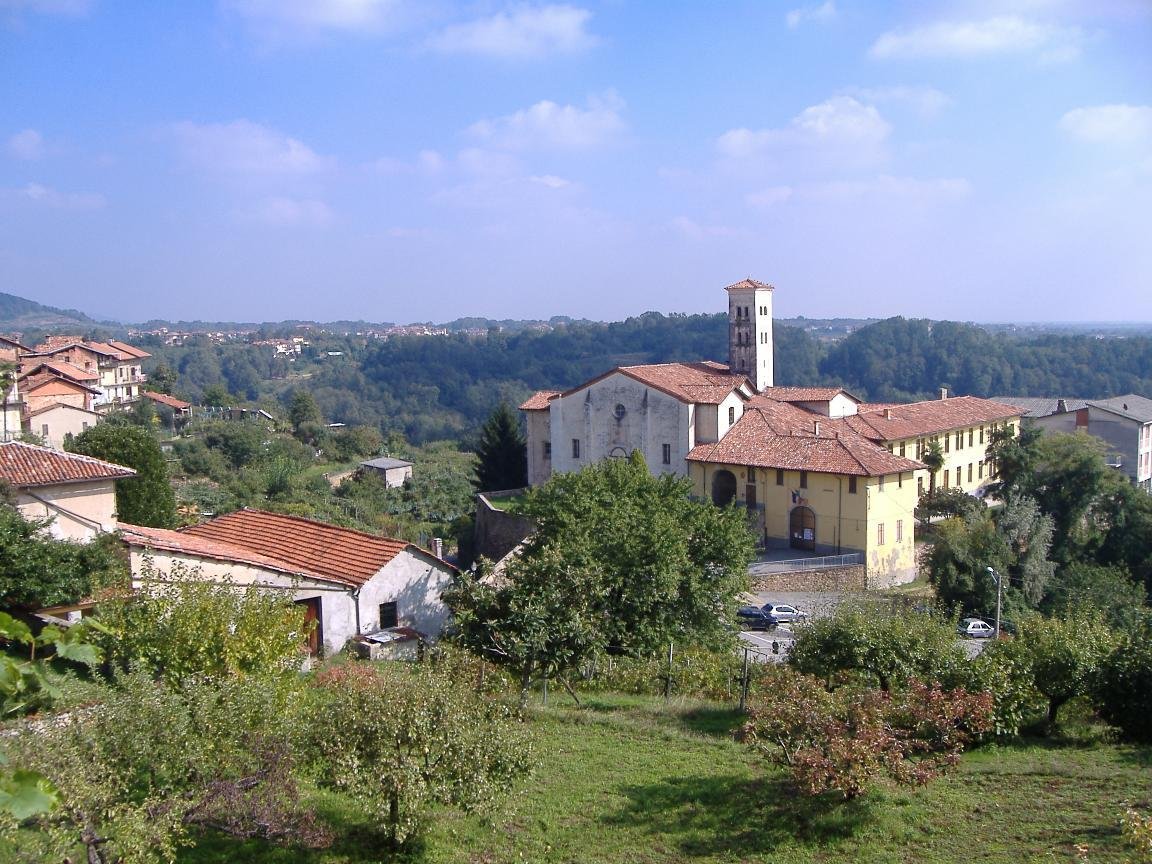
Veduta di Masserano

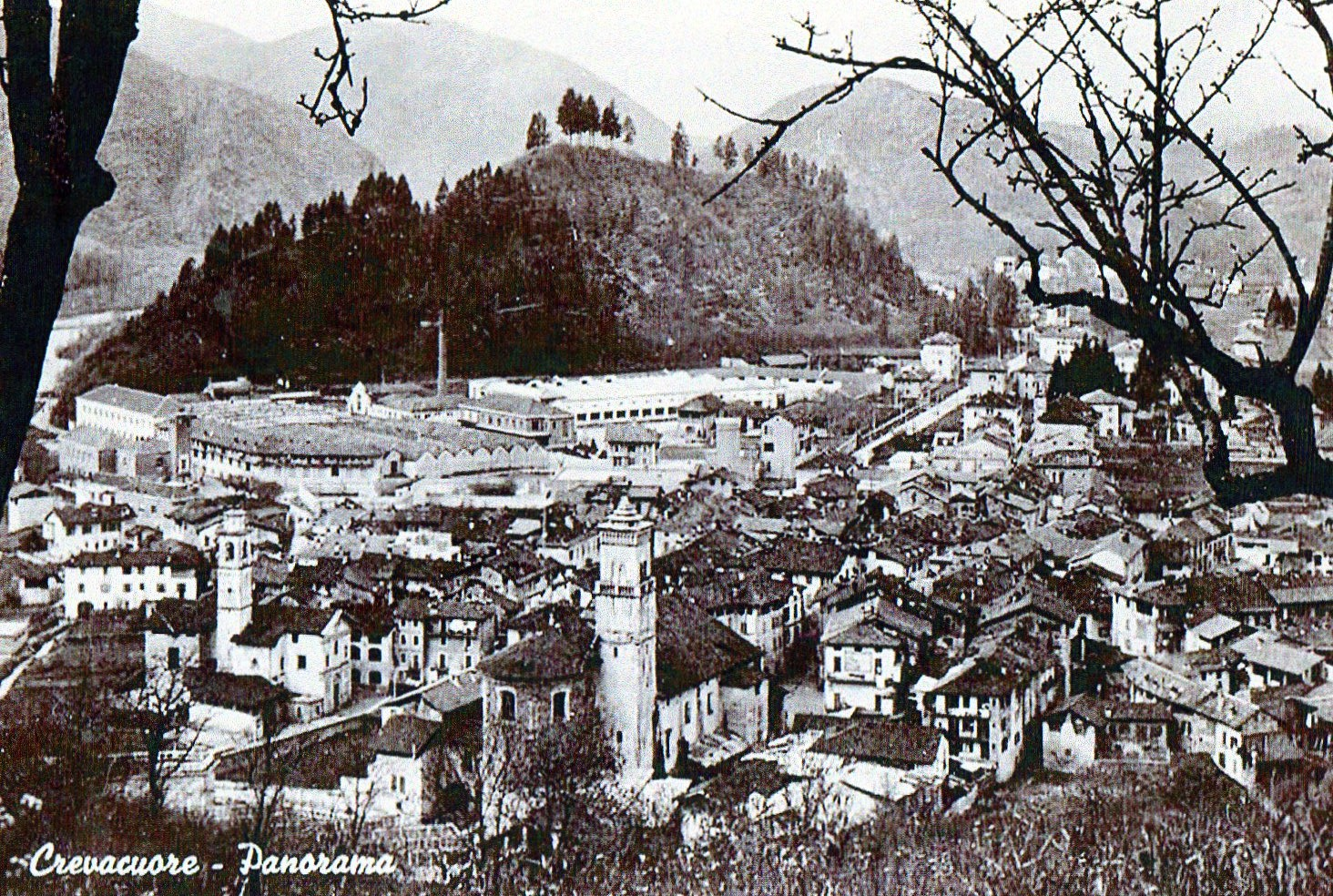
Veduta di Crevacuore

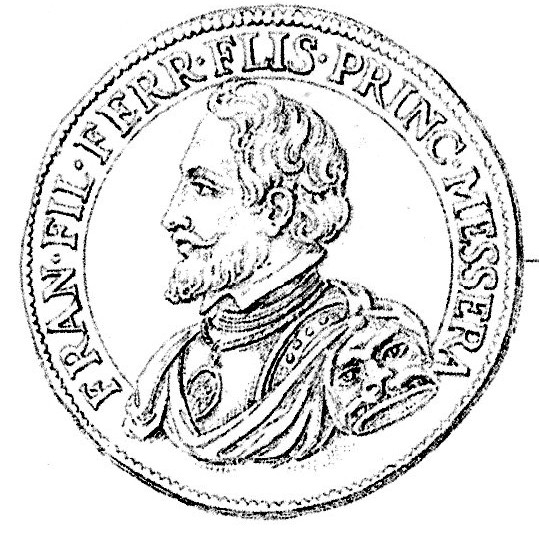
Tallero con l'effigie del principe Francesco Filiberto

Il principato aveva un insolito status politico-giuridico nella penisola italiana nord-occidentale: era, infatti, l'unico feudo pontificio e, per compensare questo isolamento, acquisì il privilegio di battere moneta da una fonte imperiale, a partire da Federico I Barbarossa fino al 1690. Circondato quasi completamente dallo Stato sabaudo, era collocato in una strategica posizione geografica, lungo l'itinerario per il confinante ducato di Milano, la Svizzera e i territori asburgici.
Il feudo fu governato dai Fieschi dal 1394 al 1517, per 123 anni, con buoni risultati, specialmente per Crevacuore: Filiberto Fieschi, pronipote di Sebastiano e Margherita Ferrero, in base all'accordo in materia successoria del 1506, ottenne il rango di Comites apostolici seu Palatini, con tutti i benefici derivanti dall'essere vassallo diretto della Santa Sede.
L'adozione di Filiberto fu approvata dal papa Leone X e dal duca Carlo III di Savoia.
Il marchesato, a causa delle successioni familiari, aveva raggiunto una discreta estensione, tanto che l'imperatore Carlo V, nel 1533, approvò l'investitura papale. Il marchese Besso, però, richiamò negativamente l'attenzione dei sudditi con la nomina di un vicario, l'introduzione di esosi tributi, ma riformò gli Statuti, privilegiando in parte gli interessi dei masseranesi.
La reggenza di Claudia di Savoia (1584-1593), vedova di Besso, per il piccolo Francesco Filiberto (che diventeò primo principe, il 13 agosto 1598, per disposizione del pontefice Clemente VIII), ebbe, al contrario, effetti apprezzabili soprattutto nel settore delle opere pubbliche, tra cui la costruzione del convento francescano, adiacente alla Chiesa di san Teonesto e iniziò la costruzione del palazzo principesco. Nell'edificio si possono individuare tre momenti edificatori: il primo ad opera di Claudia di Savoia e di suo figlio Francesco Filiberto, tra la fine del XVI secolo e gli inizi del XVII secolo; il secondo è costituito dagli ampliamenti voluti dal nipote di Claudia, il principe Paolo Besso; il terzo per opera di Francesco Ludovico e di sua moglie Francesca Maria Cristina Simiana di Pianezza. Questi ultimi negli anni sessanta del XVII secolo furono i committenti dei ricchi stucchi che decorano la residenza, in particolare della lunga galleria (41 m) che termina con una cappella. Essa voleva essere la copia di un'altra rinomata galleria presente nel castello del Valentino, demolita nel Settecento. Lo stuccatore fu probabilmente Giovan Luca Corbellino da Lugano, mentre i pittori vengono individuati in Ercole Procaccini il Giovane con il genero Federico Bianchi (quest'ultimo dipinse il soffitto a cassettoni della sala dello Zodiaco, caratterizzata da un monumentale camino sovrastato da una tela raffigurante il Sacrificio di Marco Curzio)
Durante la guerra con la Spagna, il principato subì gravi danni e l'allontanamento del feudatario, richiamato poi dal papa Paolo V.
Ritornato nel borgo, Francesco Filiberto aumentò subito le imposte, dimostrando inoltre un discutibile comportamento: fu accusato di appropriazione indebita di beni della Chiesa, di imposizione fiscale esageratamente alta, prepotenza verso i sudditi, omicidi e consenso a coniare monete adulterate e con basso contenuto di metallo prezioso. La ribellione dei masseranesi lo costrinse alla fuga.
I successori di Francesco Filiberto fecero restaurare il palazzo, edificare le chiese di Santo Spirito e della Madonna delle Grazie e provvidero a smantellare in modo definitivo il castello, ormai un cumulo di macerie come quello di Crevacuore.
Nel 1637 il principe Paolo Besso rese ancora più difficile la vita dei masseranesi con tributi complementari (contro il commercio abusivo e sul vino), contenimento delle battute di caccia, aumento delle pattuglie di sorveglianza e l'assoluto divieto di lasciare nottetempo il paese. Su esplicita richiesta dei malcontenti nativi, dovette intervenire il papa Alessandro VII che ottenne la riconciliazione con l'esigente feudatario. Tale atto limitò il potere dei Ferrero-Fieschi dato che avallava l'istanza popolare al Papa per la risoluzione delle dispute.
Il principe Carlo Besso, invece, mise in atto un'opposta politica: emanò decreti contro i tavernieri che favorivano il gioco d'azzardo, i blasfemi, i rapinatori, i contraffattori, i trafficanti di sale. La famiglia principesca andò a risiedere a Madrid, lontana dai tumulti dei sudditi che furono, però, implicati nella guerra di successione spagnola con la devastazione del feudo da parte dei francesi.
Gli eredi di Carlo, Vittorio Amedeo e Vittorio Filippo, nonostante il declino della loro autorità e l'inquietudine dei sottoposti, videro ugualmente ratificate le investiture da parte del papa Clemente XII e del re di Sardegna Carlo Emanuele III di Savoia. I principi tentarono la carta delle riforme, seppure tardive, ma il pontefice, desideroso di liberarsi dell'ormai scomodo feudo nominò il suddetto sovrano vicario del possedimento.
Il 20 marzo 1767 Vittorio Filippo alienò il principato e il marchesato al re sabaudo per 400.000 lire, conservando i titoli ereditari e il potere di bassa giurisdizione. Il successore Carlo Sebastiano dovette subire l'occupazione napoleonica, il 13 dicembre 1798, e l'unione di Masserano e Crevacuore alla municipalità di Vercelli. Le decisioni del Congresso di Vienna, infine, sancirono la definitiva perdita dell'indipendenza dell'ex feudo pontificio e l'annessione al regno di Sardegna.
Masserano e Crevacuore (la cui attività fu più breve e limitata) furono sedi di due zecche che operarono per oltre duecento anni, anche con spiacevoli episodi di adulterazione, come accadde in altri piccoli Stati. I Fieschi batterono moneta dal 1492 al 1532, i Ferrero-Fieschi dal 1532 al 1690, con Filiberto, Besso, Francesco Filiberto, Paolo Besso, Francesco Ludovico e Maria Cristina, Carlo Besso.
I Fieschi batterono testoni d'argento.
Lo stemma dei principi Ferrero-Fieschi era così illustrato:
Il blasone dei marchesi di Crevacuore veniva descritto nel seguente modo:

## Marchesi di Masserano e conti di Crevacuore (1537-1598), Principi di Masserano e marchesi di Crevacuore (1598-1798)

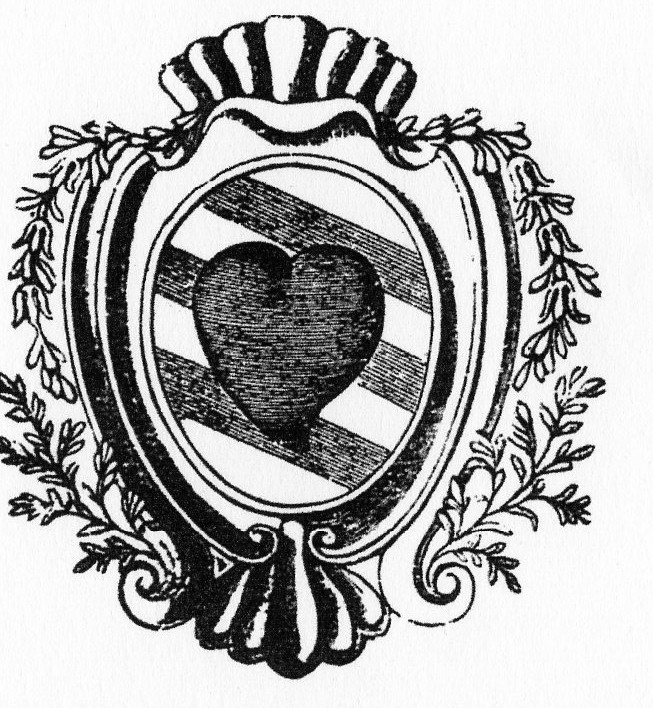
Lo stemma del marchesato di Crevacuore

## Marchesi di Masserano e conti di Crevacuore (1537-1598), Principi di Masserano e marchesi di Crevacuore (1598-1798)[17]
| N°               | Titolo            | Nome                                 | Periodo                          | Consorte e note                                                                     |
| I                | Marchese          | Filiberto Ferrero-Fieschi            | 1537 - 1547                      | Bartolomea Fieschi-Savignone; conte di Crevacuore                                   |
| II               | Marchese          | Besso Ferrero-Fieschi                | 1547 - 1584                      | Camilla Sforza di Santa Fiora; Claudina di Savoia-Racconigi, reggente (1584-1593)   |
| III I            | Marchese Principe | Francesco Filiberto Ferrero-Fieschi  | 1584 - 1598 - 1629               | Francesca de Grillèt; marchese di Crevacuore                                        |
| II               | Principe          | Paolo Besso Ferrero-Fieschi          | 1629 - 1667                      | Margherita del Carretto                                                             |
| III              | Principe          | Francesco Ludovico Ferrero-Fieschi   | 1667 - 1685                      | Francesca Maria Cristina Simiana di Pianezza                                        |
| IV               | Principe          | Carlo Besso Ferrero-Fieschi          | 1685 - 10 maggio 1720            | Ippolita Cristina di Savoia                                                         |
| V                | Principe          | Vittorio Amedeo Ferrero-Fieschi      | 10 maggio 1720 - 1º ottobre 1743 | Giovanna Irene Caracciolo                                                           |
| VI               | Principe          | Vittorio Filippo Ferrero-Fieschi     | 1º ottobre 1743 - 20 marzo 1767  | Charlotte Louise de Rohan, principessa di Montbazon; fu l'ultimo effettivo principe |
| Titolo onorifico |                   |                                      |                                  |                                                                                     |
| VII              | Principe          | Carlo Sebastiano Ferrero-Fieschi     | 20 marzo 1767 - 13 dicembre 1798 | Adelaide de Béthune-Chârost-Pologne                                                 |
| VIII             | Principe          | Carlo Ludovico Ferrero-Fieschi       | 7 ottobre 1826 - 6 marzo 1833    |                                                                                     |
| IX               | Principe          | Carlo Emanuele Ferrero della Marmora | 24 marzo 1836 - 21 febbraio 1854 |                                                                                     |

### Titolatura dei Principi
I sovrani del principato utilizzavano la seguente titolatura:
principe sovrano di Masserano, marchese sovrano di Crevacuore, conte di Candelo con Benna e Gaglianico, principe del Sacro Romano Impero sulla contea di Lavagna, conte di Lavagna, conte palatino del Sacro Romano Impero, signore di Borriana, Beatino, Sandigliano, Flecchia, Montonaro, Marchierù, Moncrivello, Crova, Mosso, Andorno, Candia, Crocemosso, Curino, Villa, Cossato, Valdengo, Roasio, Serravalle Sesia, Vintebbio, Bornate, Lozzolo, Zumaglia e Ronco, signore di Villata, Casalvolone e Ponzana.

## Governatori e inviati pontifici
...
- Pietro Alberini, (26 novembre 1674 - novembre 1675 dimesso) (soprintendente generale)

...
- Pietro Rainaldo Magnani (5 agosto 1730 - 14 novembre 1735) (governatore)
- Giovanni Carlo Antonelli (14 novembre 1735 - 1738 dimesso) (governatore)

...